# Ida-Theres Nerell

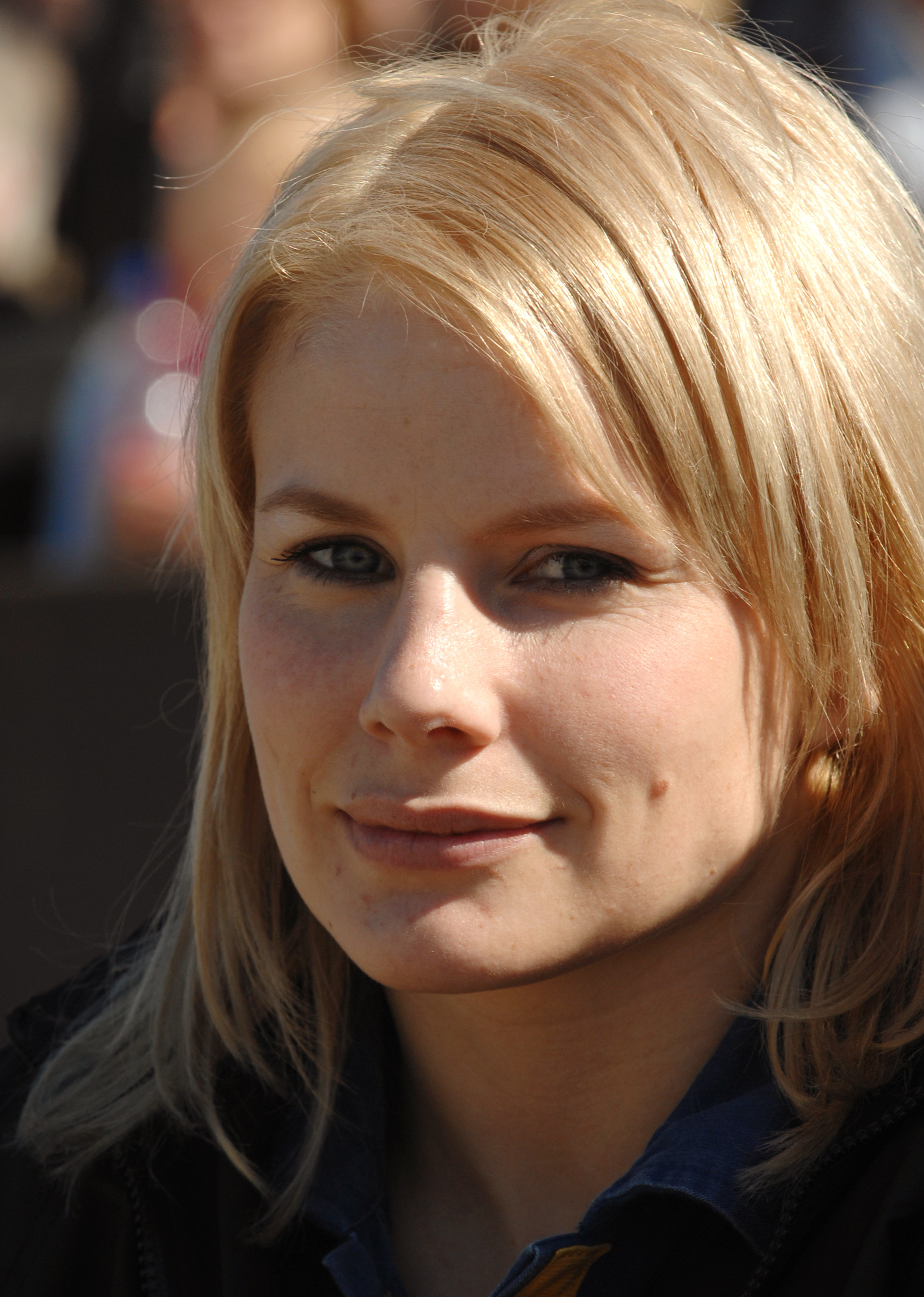
Ida-Theres Nerell 2010

Ida-Theres Nerell, geb. Karlsson, (* 18. April 1983 in Boden) ist eine schwedische Ringerin. Sie ist fünffache Europameisterin in den Gewichtsklassen bis 55 kg bzw. bis 59 kg Körpergewicht.

## Werdegang
Ida-Theres Nerell begann ihre Ringerkarriere als Jugendliche im Jahre 1994 unter ihrem Geburtsnamen Ida-Theres Karlsson. Mit diesem Namen ist sie bis Ende 2007 in den Siegerlisten verzeichnet. Danach heiratete sie Magnus Nerell und startet seit Beginn des Jahres 2008 unter dem Namen Nerell. Der erste Verein, für den sie startete, war der Brottarklub Snar Boden. Jetzt geht sie für den Brottnarklub Haestveda an den Start. Trainiert wurde bzw. wird sie von Tord Karlsson und Mikael Persson. Die kräftige, nur 1,58 Meter große Athletin startet in der Gewichtsklasse bis 55 kg bzw. 59 kg Körpergewicht. Als Beruf gibt sie Ringerin, Studentin und Sozialarbeiterin an. Zusammen mit ihrem Ehemann wohnt sie in Hässleholm.
Zwischen den Jahren 1995 und 1999 gewann sie sechs schwedische Meistertitel bei den Juniorinnen (Cadets u. Juniors). Schwedische Meisterin bei den Erwachsenen wurde sie erstmals 2000. Diesem Titel fügte sie in den Jahren 2001, 2002, 2003, 2004, 2005, 2007 und 2008 sieben weitere hinzu.
Seit 1998 startete sie auch bei den internationalen Meisterschaften. Es begann bei der Junioren-Weltmeisterschaft (Cadets) in Manchester, wo sie in der Gewichtsklasse bis 52 kg den 3. Platz hinter Saori Yoshida (Japan), die im weiteren Verlauf ihrer Karriere eine ihrer Hauptkonkurrentinnen wurde, und Iwona Matkowska aus Polen belegte. Den größten Erfolg in ihrer Juniorenzeit feierte sie 1999, als sie in Łódź Junioren-Weltmeisterin (Cadets) in der Gewichtsklasse bis 52 kg vor Agnieszka Lis (Polen) und Erin Tomeo (USA) wurde. Außerdem wurde sie 2000 in Sofia Junioren-Europameisterin (Juniors) in der Gewichtskl. bis 50 kg vor Natalja Guschina (Russland) und Iwona Matkowska und holte sich diesen Titel auch 2002 in Tirana in der Gewichtsklasse bis 54 kg vor Olga Krigina (Ukraine) und Wiktoria Sagainowa (Russland).
Bei den Erwachsenen startete sie erstmals im Jahre 2001 bei einer internationalen Meisterschaft. Bei der Europameisterschaft in Budapest kam sie dabei auf Anhieb in der Gewichtsklasse bis 56 kg auf den 2. Platz. Im Finale musste sie sich dabei der Ukrainerin Tetjana Lasarewa geschlagen geben. Bei der Weltmeisterschaft 2001 in Martigny (Schweiz) erreichte sie in der Gewichtsklasse bis 58 kg, in der sich Saori Yoshida den Titel holte, den 4. Platz. 2002 wurde sie in Seinäjoki (Finnland) in der Gewichtsklasse bis 55 kg, wieder nach einer Niederlage im Finale gegen Tetjana Lasarewa, erneut Vize-Europameisterin. Bei der Weltmeisterschaft 2002 in Chalkida (Griechenland) verlor sie im Halbfinale der Gewichtsklasse bis 55 kg erneut gegen Saori Yoshida, erkämpfte sich aber mit einem Sieg über Konstantina Katerina Tsibanakou aus Griechenland eine WM-Bronzemedaille.
Weniger erfolgreich war Ida-Theres Karlsson bei der Europameisterschaft 2003 in Riga, denn sie kam dort in der Gewichtsklasse bis 55 kg nach einer überraschenden Niederlage gegen Sofia Poumpouridou, Griechenland, nur auf den 6. Platz, und bei der Weltmeisterschaft des gleichen Jahres verlor sie in der gleichen Gewichtsklasse gegen Monika Ewa Michalik aus Polen und erreichte trotz eines Sieges über Sofia Poumpouridou nur den 19. Platz. 2004 gelang ihr dann der erste Titelgewinn bei einer internationalen Meisterschaft bei den Erwachsenen. Sie siegte bei der Europameisterschaft in Haparanda in der Gewichtsklasse bis 55 kg und bezwang dabei auf dem Weg zu diesem Erfolg u. a. Sabrina Lotz aus Deutschland knapp nach Punkten (2:1 Runden, 4:3 techn. Punkte). Im Finale besiegte sie ihre bisherige Angstgegnerin Tetjana Lasarewa. Enttäuschend verliefen für sie dann die Olympischen Spiele in Athen. Denn sie verlor dort in ihrem ersten Kampf gegen Tetjana Lasarewa, besiegte danach zwar Malol Fonseca Ramirez aus Puerto Rico aber nach weiteren Niederlagen gegen Tonya Verbeek aus Kanada und Anna Gomis aus Frankreich erreichte sie nur den undankbaren 4. Platz.
2005 in Warna, 2007 in Sofia und 2008 in Tampere wurde Ida-Theres Nerell dann wieder Europameisterin und zwar jeweils in der Gewichtsklasse bis 59 kg. In den Finalkämpfen besiegte sie dabei Audrey Prieto aus Frankreich, Marianna Sastin aus Ungarn und Elvira Mursalowa aus Aserbaidschan. 2006 gewann sie bei der Weltmeisterschaft in Guangzhou eine Bronzemedaille, und 2007 musste sie sich bei der Weltmeisterschaft in Baku in der Gewichtsklasse bis 55 kg nur Saori Yoshida geschlagen geben und wurde Vize-Weltmeisterin.
Kein Glück hatte sie wiederum bei den Olympischen Spielen 2008 in Peking. Sie traf dort in ihrem ersten Kampf auf Saori Yoshida und unterlag dieser wieder. Danach besiegte sie Natalja Golz aus Russland, aber eine Niederlage in der Trostrunde gegen Tonya Verbeek ließ alle Medaillenhoffnungen platzen. Sie belegte nur den 5. Platz.
Nach diesen Olympischen Spielen legte Ida-Theres Nerell eine Ringerpause ein. Sie ging in den Jahren 2009 und 2010 auf keine Matte und widmete sich verstärkt ihrer Familie und ihrem Studium.
2011 gelang ihr ein erfolgreiches Comeback. Sie siegte beim Yasar-Dogu-Memorial in Istanbul und bei den Klippan-Lady-Open und im April dieses Jahres auch bei der Europameisterschaft in Dortmund jeweils in der Gewichtsklasse bis 55 kg. In Dortmund besiegte sie dabei Tiina Ylinen aus Finnland, Ana Maria Pavăl aus Rumänien, Maria Gurowa aus Russland und Ludmila Cristea aus Moldawien.
Fernziel ihres Comebacks sind mit Sicherheit die Olympischen Spiele 2012 in London.

## Internationale Erfolge
| Jahr | Platz | Wettbewerb                                  | Gewichtskl.  | Ergebnis |
| 1998 | 3.    | Junioren-WM (Cadets) in Manchester          | bis 52 kg    | hinter Saori Yoshida (Japan) und Iwona Matkowska (Polen) |
| 1999 | 3.    | Junioren-EM (Juniors) in Budapest           | bis 54 kg    | hinter Olga Smirnowa (Russland) und Yvonne Hees (Deutschland) |
| 1999 | 1.    | Junioren-WM (Cadets) in Łódź                | bis 52 kg    | vor Agnieszka Lis, Polen, Erin Tomeo, USA u. Natalja Guschina, Russland |
| 2000 | 2.    | Klippan-Lady-Open                           | bis 51 kg    | hinter Ida Hellström, Schweden, vor Lauriane Mary, Frankreich |
| 2000 | 1.    | Junioren-EM (Juniors) in Sofia              | bis 50 kg    | vor Natalja Guschina und Iwona Matkowska |
| 2000 | 4.    | Junioren-WM (Juniors) in Nantes             | bis 50 kg    | hinter Chiharu Ichō, Japan, Iwona Matkowska und Natalja Guschina |
| 2001 | 2.    | EM in Budapest                              | bis 56 kg    | nach Siegen über Naska Mitrewa, Bulgarien, Nadir Urun Persin, Türkei u. Konstantina Katerina Tsibanakou, Griechenland u. einer Niederlage gegen Tetjana Lasarewa, Ukraine                                             |
| 2001 | 1.    | Dave-Schultz-Memorial in Colorado Springs   | bis 56 kg    | vor Erin Tomeo u. Jamie Alvesteffer, bde. USA |
| 2001 | 4.    | WM in Martigny (Schweiz)                    | bis 58 kg    | hinter Saori Yoshida, Ljubow Michailowna Wolossowa, Russland u. Breanne Leigh Graham, USA |
| 2002 | 1.    | Klippan-Lady-Open                           | bis 55 kg    | vor Gudrun Annette Høie, Norwegen u. Salma Ferchichi, Tunesien |
| 2002 | 2.    | EM in Seinäjoki/Finnland                    | bis 55 kg    | nach Siegen über Eva Sacchi, Italien, Virpi Naettiaho, Finnland u. Gudrun Annette Høie u. einer Niederlage gegen Tetjana Lasarewa                                                                                     |
| 2002 | 1.    | Junioren-EM (Juniors) in Tirana             | bis 54 kg    | vor Olga Krigina, Ukraine u. Wiktoria Sagainowa, Russland |
| 2002 | 5.    | Canada-Cup in Alberta                       | bis 55 kg    | Siegerin: Saori Yoshida vor Sun Dongmei, China |
| 2002 | 3.    | WM in Chalkida (Griechenland)               | bis 55 kg    | nach Siegen über Shanna Kaikenowa, Kasachstan, Zeynep Yildirim, Türkei u. Kitti Godo, Ungarn, einer Niederlage gegen Saori Yoshida u. einem Sieg über Konstantina Katarina Tsibanakou                                 |
| 2003 | 6.    | EM in Riga                                  | bis 55 kg    | nach Siegen über Minerva Montero Perez, Spanien u. Andrea Friedrichova, Tschechien u. einer Niederlage gegen Sofia Poumpouridou, Griechenland                                                                         |
| 2003 | 4.    | Austrian-Lady-Open in Götzis                | bis 55 kg    | hinter Jennifer Ryz u. Tonya Verbeek, bde. Kanada u. Sabrina Lotz, Deutschland |
| 2003 | 3.    | Canada-Cup in Guelph                        | bis 55 kg    | hinter Erica Sharp u. Tonya Verbeek, bde. Kanada |
| 2003 | 19.   | WM in New York                              | bis 55 kg    | nach einer Niederlage gegen Monika Ewa Michalik, Polen u. einem Sieg über Sofia Poumpouridou |
| 2004 | 4.    | Olympia-Qualifik.-Turnier in Tunis          | bis 55 kg    | hinter Lee Na-lae, Südkorea, Diletta Giampiccolo, Italien u. Tetjana Lasarewa |
| 2004 | 2.    | Olympia-Qualifik.-Turnier in Madrid         | bis 55 kg    | hinter Anna Gomis, Frankreich, vor Tonya Verbeek u. Gudrun Annette Hoie |
| 2004 | 1.    | EM in Haparanda                             | bis 55 kg    | nach Siegen über Kitti Godo, Sabrina Lotz, Diana Djatschenko, Lettland u. Tetjana Lasarewa |
| 2004 | 3.    | Austrian-Lady-Open in Götzis                | bis 55 kg    | hinter Tonya Verbeek u. Jessica Bechtel, Deutschland |
| 2004 | 4.    | OS in Athen                                 | bis 55 kg    | nach einer Niederlage gegen Tetjana Lasarewa, einem Sieg über Malol Fonseca Ramirez, Puerto Rico u. Niederlagen gegen Tonya Verbeek u. Anna Gomis                                                                     |
| 2005 | 3.    | Klippan-Lady-Open                           | bis 59 kg    | hinter Mio Nishimaki, Japan u. Sally Roberts, USA |
| 2005 | 1.    | EM in Warna                                 | bis 59 kg    | nach Siegen über Diletta Giampiccolo, Marianna Sastin, Ungarn, Wiktoria Sagainowa, Russland u. Audrey Prieto, Frankreich                                                                                              |
| 2005 | 1.    | Großer Preis von Deutschland in Dormagen    | bis 59 kg    | vor Diletta Giampiccolo u. Anne Christensen, Dänemark |
| 2005 | 5.    | WM in Budapest                              | bis 59 kg    | nach Siegen über Kim Hae-jung, Südkorea, Audrey Prieto u. Emily Richardson, Kanada u. Niederlagen gegen Ayako Shōda, Japan u. Lene Aanes, Norwegen                                                                    |
| 2006 | 1.    | Großer Preis von Deutschland in Dormagen    | bis 59 kg    | vor Minerva Montero Perez, Spanien u. Nicole Hauptmann, Deutschland |
| 2006 | 2.    | Golden-Grand-Prix in Baku                   | bis 59 kg    | hinter Ayako Shoda, vor Audrey Prieto u. Natalja Iwanowa, Russland |
| 2006 | 2.    | Canada-Cup in Guelph                        | bis 59 kg    | hinter Li Lihui, China, vor Breanne Graham, Kanada |
| 2006 | 3.    | WM in Guangzhou                             | bis 55 kg    | nach Siegen über Nursat Schailobajewa, Kirgisistan, Tonya Verbeek u. Naidangiin Otgondschargal, Mongolei, einer Niederlage gegen Saori Yoshida und einem Sieg über Natalja Golz, Russland                             |
| 2007 | 1.    | Klippan-Lady-Open                           | bis 59 kg    | vor Galina Legenkina, Russland u. Meryem Selloum, Frankreich |
| 2007 | 1.    | EM in Sofia                                 | bis 59 kg    | nach Siegen über Diana Borisowa, Lettland, Julija Ostaptschuk, Ukraine, Galina Legenkina u. Marianna Sastin |
| 2007 | 1.    | Spanien-Grand-Prix in Madrid                | bis 59 kg    | |
| 2007 | 1.    | Großer Preis von Deutschland in Dormagen    | bis 59 kg    | vor Anastassija Brattschikowa, Russland u. Amanda Gerhardt, Kanada |
| 2007 | 1.    | Austrian-Lady-Open in Götzis                | bis 59 kg    | vor Kitti Godo, Ungarn u. Tatjana Bochan, Belarus |
| 2007 | 2.    | WM in Baku                                  | bis 55 kg    | nach Siegen über Sofia Poumpouridou, Hela Riabi, Tunesien, Natalja Golz und Tetjana Lasarewa u. einer Niederlage gegen Saori Yoshida                                                                                  |
| 2008 | 1.    | Klippan-Lady-Open                           | bis 59 kg    | vor Gudrun Annette Hoie u. Aldova Haniszewska, Polen |
| 2008 | 1.    | EM in Tampere                               | bis 59 kg KG | nach Siegen über Larissa Kanewa, Russland, Kitti Godo u. Elvira Mursalowa, Aserbaidschan |
| 2008 | 1.    | Austrian-Lady-Open in Götzis                | bis 59 kg    | vor Birgit Maria Stern, Österreich u. Fabienne Wittelwiler, Schweiz |
| 2008 | 3.    | Großer Preis von Spanien in Madrid          | bis 59 kg    | hinter Johanna Mattsson, Schweden u. Birgit Marie Stern |
| 2008 | 1.    | Tschechien-Lady-Open in Prag                | bis 59 kg    | |
| 2008 | 5.    | OS in Peking                                | bis 55 kg    | nach einer Niederlage gegen Saori Yoshida, einem Sieg über Natalja Golz u. einer Niederlage gegen Tonya Verbeek |
| 2011 | 1.    | Yasar-Dogu-Memorial in Istanbul             | bis 59 kg    | vor Ana Maria Pavăl, Rumänien u. Emese Szabó, Ungarn |
| 2011 | 1.    | Klippan-Lady-Open                           | bis 55 kg    | vor Kanako Murata, Japan u. Emese Szabó |
| 2011 | 1.    | EM in Dortmund                              | bis 55 kg    | nach Siegen über Tiina Ylinen, Finnland, Ana Maria Pavăl, Maria Gurowa, Russland u. Ludmila Cristea, Moldawien |
| 2011 | 1.    | Golden-Grand-Prix in Baku                   | bis 55 kg    | vor Kanako Murata, Japan, Irina Olgonowa, Russland und Julia Ratkewitsch, Aserbaidschan |
| 2011 | 1.    | „Ion-Corneanu“-Memorial in Targoviste       | bis 55 kg    | vor Emese Barka, Ungarn, Marcia Yuleisi Andrades Mendoza, Venezuela |
| 2011 | 3.    | WM in Istanbul                              | bis 55 kg    | nach Siegen über Pak Yon-Hui, Nordkorea, Ludmila Cristea, Rumänien, Lissette Alexandra Antes Castillo, Ekuador und Geeta, Indien, einer Niederlage gegen Saori Yoshida, Japan und einem Sieg über Helen Maroulis, USA |
| 2012 | 1.    | Dan-Kolow & Nikola-Petrow-Memorial in Sofia | bis 59 kg    | vor Georgiana Narcisa, Paic, Rumänien und Natalja Maslowskaja, Belarus |
| 2012 | 2.    | Golden-Grand-Prix in Klippan                | bis 55 kg    | hinter Yui Sakano, Japan, vor Anastasija Grigorjeva, Lettland und Emese Szabó, Ungarn |
| 2012 | 15.   | EM in Belgrad                               | bis 59 kg    | Siegerin: Hanna Wassylenko, Ukraine vor Anastasija Grigorjeva |

## Schwedische Meisterschaften
(nur Seniorinnen)
Ida-Theres Nerell wurde in den Jahren 2000, 2001, 2002, 2003, 2004, 2005, 2007 und 2008 schwedische Meisterin in verschiedenen Gewichtsklassen.

## Erläuterungen
- alle Wettbewerbe im freien Stil (Frauen ringen nur in diesem Stil)
- OS = Olympische Spiele, WM = Weltmeisterschaften, EM = Europameisterschaften